# Barra Point
Barra Point är en udde i Gambia, där Gambiaflodens norra sida möter Atlanten. Den ligger i regionen North Bank, i den västra delen av landet, 5 km nordost om huvudstaden Banjul. På udden byggde britterna Fort Bullen 1826, som sedan 2003 ingår i världsarvet Kunta Kinteh Island and related sites.